# インフラトン
インフラトンとは、宇宙のインフレーションを引き起こした場のこと。インフラトンの揺らぎが今日の宇宙に見いだせる多様な構造を作り上げたと考えられている。

## 正体
インフラトンの正体ははっきりしていないが、最近の研究では単数場であった可能性が高いと考えられている。ダークマター、ダークエネルギーとともに、その正体の解明は宇宙論において重要となると考えられている。

## 文献
1. ↑  波留久泉. “東大、インフレーション理論の起源を同定する新たな手がかりを理論的に提示”. mynavi. 2022年9月2日閲覧。
2. ↑  高水裕一. “初期宇宙モデルの研究”. 2022年9月2日閲覧。